# اندرو لاندنبرگر
اندرو لاندنبرگر (انگلیسی: Andrew Landenberger؛ زادهٔ ۱۵ سپتامبر ۱۹۶۶) قایقران قایق بادبانی اهل استرالیا است.